# نظرية بناء الشخصية
نظرية بناء الشخصية أو سيكولوجية بناء الشخصية، هي نظرية طورها عالم النفس الأمريكي جورج كيلي في خمسينيات القرن العشرين في الشخصية والإدراك المعرفي. واشتق كيلي من النظرية، مدخلًا للعلاج النفسي، بالإضافة إلى آلية تسمى مقابلة الشبكة المرجعية، إذ تساعد مرضاه على تحليل تركيباتهم الخاصة (مخططات أو سُبل رؤية العالم) مع أقل تدخل أو تفسير من جانب المُعالِج. وأصبحت الشبكة المرجعية لاحقًا ملائمة للعديد من الاستخدامات داخل المؤسسات، بما في ذلك صناعة القرار وتفسير وجهات نظر الأشخاص الآخرين بشأن العالم. وصنفت الجمعية البريطانية للعلاج النفسي، وهي هيئة نظامية، علاج سيكلوجية بناء الشخصية ضمن فئة فرعية تجريبية من المدرسة البنائية.
صرح كيلي بوضوح، أن مهمة كل فرد في فهم سيكولوجيته الشخصية هي تنظيم الوقائع الخاصة بتجربته الشخصية. وهكذا فإن دور الفرد شبيه بالعالِم، وهو اختبار دقة تلك المعرفة البنائية من خلال القيام بتلك الأفعال التي تشير إليها تلك البنيات. وإذا كانت نتائج أفعالهم تتفق مع ما تنبأت به تلك المعرفة، فإنهم قد قاموا بعمل جيد في العثور على النظام في تجربتهم الشخصية. وإذا لم تتفق، فيمكنهم تعديل البنية: سواء تفسيراتهم أو تنبؤاتهم أو الإثنين معًا. هذا المنهج المتعلق باكتشاف وتصحيح البنيات هو ببساطة المنهج العلمي الذي تستخدمه كل العلوم الحديثة في اكتشاف الحقائق الخاصة بالكون الذي نعيش فيه.
واقترح كيلي أن كل بنية ذات طبيعة ثنائية القطب، محددة كيفية تشابه شيئين مع بعضهما البعض (واقعين على نفس القطب)، ومختلفين عن شيء ثالث، ويمكن توسيعهما مع أفكار جديدة. واقترح باحثون جُدد أن البنيات لا تحتاج أن تكون ثنائية القطب. فقد أظهرت دراسة إمبيريقة أن الترابطات الشخصية متداخلة مع بعضها بشكل متبادل، وأن المفاهيم الخاصة بالذات والعالم مرتبطة داخليًا عبر ملحقات مباشرة ووسيطة، والتي تعكس هيكلة فهم وإدراك العالم والذات داخل أذهان الناس.

## المبادئ
المعتقد الأساسي لنظرية سيكولوجية بناء الشخصية، هو أن العمليات السيكولوجية الفريدة للشخص، تُوجه من خلال توقع هذا الشخص للأحداث. اعتقد كيلي أن التوقع والتنبؤ يعتبران محركات أساسية لأذهاننا. فكما قال كيلي: كل إنسان هو عالِم على طريقته الخاصة، وبذلك فهو يطور وينقح دائمًا النظريات والنماذج الخاصة بكيفية عمل العالم وبالتالي يمكنه توقع الأحداث. فنحن نبدأ منذ الميلاد (على سبيل المثال، يكتشف الطفل أنه عندما يبكي سوف تأتي الأم)، ونستمر في تنقيح نظرياتنا مع تقدمنا في العمر.
نحن نبني النظريات –غالبًا ما تكون صور نمطية- بشأن الأشخاص الآخرين، ونحاول أيضًا أن نتحكم فيهم أو نفرض عليهم نظرياتنا الخاصة، لكي يكون لدينا مقدرة أفضل على التنبؤ بتصرفاتهم. بُنيت كل تلك النظريات من نظام للبنيات أو التركيات. وتحتوي البنية على طرفين متقابلين مثل (الحزن – السعادة)، ونميل إلى وضع الشخص إما في أحد الأطراف المتقابلة أو في منطقة ما بينهما. وكما قال كيلي فإن ذهننا ممتلئ بتلك البنيات، على مستوى ضعيف من الوعي.
لم يستخدم كيلي مفهوم اللاشعور؛ واعتقد عوضًا عن ذلك بأن بعض البنيات تحدث فيما قبل الكلام. فيمكن تمييز شخص معين أو مجموعة من الأشخاص أو أي حدث أو ظرف، بدقة وإنصاف من خلال مجموعة من البنيات التي نطبقها، وموضع الشيء داخل نطاق كل بنية. فيمكن لفريد على سبيل المثال أن يتواجد في المنتصف بين السعادة والحزن (بنية واحدة) والماهر بالتأكيد غير الغبي (بنية أخرى). ويمكن للطفل علاوة على ذلك أن يكون لديه بنية سابقة على الكلام (فهو يريد مجيء أمه.. ولكنها لا تأتي عندما يبكي). تُطبق البنيات على أي شيء يلفت انتباهنا إليه بما في ذلك أنفسنا، وتؤثر أيضًا بشدة فيما نركز انتباهنا عليه. فنحن نُحلل طبيعة البنيات المبنية. ومن ثمّ فإن تحديد نظام بنيات الشخص سيجعلنا نقطع شوطًا كبيرًا نحو فهمه، وتحديدًا فهم بنيات الشخص الأساسية التي تمثل معتقداته الصلبة غير القادرة على التغير؛ وأيضًا بنيات الشخص المطبقة عليه نفسه. 

## المدخل العلاجي
لم يعتقد كيلي في مدخل توسعي في العلاج النفسي. فعوضًا عن أن يقوم المُعالج بتفسير سيكولوجية الشخص، والتي قد تصل إلى حد فرض بنيات الطبيب نفسه على المريض، فإن دور المُعالج ينبغي أن ينحصر فقط في كونه مُرشد أو وسيط بالنسبة للمريض لمساعدته في اكتشاف بنياته الخاصة. ثم يُفسر سلوك المريض بشكل أساسي بوصفه يمثل طُرقًا لرصد العالم، والتصرف بناء على ذلك الرصد، وتحديث نظام البنية بالطريقة التي تزيد من إمكانية التنبؤ. لقد طور كيلي آلية مقابلة الشبكة المرجعية لكي يساعد المريض على اكتشاف بنياته الخاصة.